# Hermann Friedrich Müller
Hermann Friedrich Müller (* 10. April 1843 in Lindenberg; † 6. April 1919 in Blankenburg) war ein deutscher Philologe und Philosoph. Bekannt wurde er durch die Übersetzung der Enneaden von Plotin.

## Leben
Hermann Friedrich Müller wurde 1843 in Lindenberg, einem Ort in der östlichen Prignitz, geboren. 1858 bis 1864 besuchte er das Gymnasium in Salzwedel. Danach studierte Müller Philologie und Theologie in Bonn und in Berlin. 1867 wurde er zum Doktor der Philosophie promoviert. Anschließend war er als Gymnasiallehrer an verschiedenen Schulen tätig. Von 1885 bis 1914 leitete er als Schulrat und Direktor das Herzogliche Gymnasium zu Blankenburg.
Müller beschäftigte sich neben seiner pädagogischen Arbeit hauptsächlich mit der Erforschung und Übersetzung der Werke Plotins. Außerdem publizierte er einige philosophische Schriften.

## Werke

### Autor
- Gotthold Ephraim Lessing und seine Stellung zum Christenthum. (Nachdruck der Ausgabe Heilbronn 1881, Henninger), Giessen 1996, Kletsmeier, ISBN 3-930494-25-6
- Plotins Forschung nach der Materie. 1882
- Antrittsrede des Direktors. 1885/86 (Digitalisat)
- Was ist tragisch? Ein Wort für Sophokles. 1886/87 (Digitalisat)
- Euripides Medea und das goldene Vliess von Grillparzer. 1895–96 (Digitalisat)
- Die Entsühnung des Orestes bei Aeschylus und bei Goethe. 1906/07 (Digitalisat)
- Platons Phädon als Schullektüre. 1907/08 (Digitalisat)
- Wie dient das Gymnasium dem Leben? 1908/09 (Digitalisat)
- Aphorismen über Religionsunterricht und Leben. 1909/10 (Digitalisat)
- Beiträge zum Verständnis der tragischen Kunst. Wolfenbüttel 1909, J. Zwissler
- Calactinus Caecilius, Longinus, Hermann Friedrich Müller: Die Schrift über das Erhabene. Heidelberg 1911, Winter
- Analyse der Schrift peri hypsus. Kircher, Blankenberg 1911 (Digitalisat)
- Studien zu Schillers Wallenstein. 1915 (Digitalisat)
- Dionysios, Proklos, Plotinos: Ein historischer Beitrag zur neuplatonischen Philosophie. Münster i. W. 1918, Aschendorff

### Übersetzer
- Plotin: Plotins Abhandlung [Peri theorias] (Enn.III, 8.K.xxvii): kritisch unters., übers. und erl., Berlin 1875, Weidmannsche Buchhandlung
- Plotin,  Porphyre: Die Enneaden des Plotin, Vorangeht die Lebensbeschreibung des Plotin. Berlin 1878–1880, Weidmann
- Plotin: Die Enneaden des Plotin. II, Berlin 1880, Weidmann